# 엔터 더 매트릭스
《엔터 더 매트릭스》(Enter the Matrix, ETM)는 워쇼스키 형제가 《매트릭스 리로디드》, 《매트릭스 레볼루션》과 병행 제작한 게임으로, 미국에선 《매트릭스 리로디드》가 개봉된 날의 바로 앞날인 2003년 5월 14일에 출시되었다. 영화에 등장하는 나이오비와 고스트를 주인공으로 하는 외전적 스토리를 띠며 영화 2부의 스토리와 밀접하게 관련되어 있다. 이 게임에는 게임만을 위한 1시간 분량의 영화가 담겨있으며 게임을 통해 나이오비 일행의 활약을 알 수 있다.

## 주요 등장인물
게임 스테이지 내에서는 나이오비와 고스트가 활약한다.
- 나이오비 : 로고스 함대의 파일럿이자 캡틴. '나이오비'는 게임에서의 표기이며, 영화에서는 '니오베'로 표기되었다.
- 고스트 : 로고스 합대의 일원.
- 스팍스 : 로고스 함대의 일원. 오퍼레이터 역할을 해준다.

## 게임 특징

### 포커스
포커스 기능이 이 게임의 주된 특징인데, 이것을 사용하는 동안에 주인공의 움직임은 빨라져(즉, 주인공 외의 다른 것들이 느려져) 총알을 피하기 쉬우며 중력의 영향을 덜 받아 먼 곳까지 한 번에 점프할 수 있다.

### 해킹
해킹을 시작하려면 저장한 게임이 있어야 한다. 해킹 시스템은 1980년대에 나온 MS-DOS와 거의 같은 명령어를 사용한다. 해킹을 통해 치트를 쓸 수 있고 숨겨진 미니게임을 할 수 있으며 검을 얻을 수도 있다.

## 평가
차를 운전하는 스테이지에서 조작감이 상당히 좋지 않다는 것이 큰 단점으로 지적된다. 한글판에서는 가끔 자막이 깨지는(글자가 '□'와 같이 나타나는) 현상이 일어나는 것도 문제로 제기된다.